# Прапор села Оленьово
Прапор Оленьового — один з офіційних символів села Оленьово, підпорядкованого Плосківській сільській раді Свалявського району Закарпатської області.
Затверджений 30 червня 2008 року рішенням сесії сільської ради.
Автор проекту прапора — Андрій Гречило.

## Опис
Квадратне червоне полотнище, у центрі стоїть жовтий олень, з верхнього вільного кута виходить жовте сонце.

## Зміст
Прапор побудований на основі символіки герба поселення. Сонце відображає неповторну красу місцевої природи, а олень характеризує багатий тваринний світ.
Квадратна форма полотнища відповідає усталеним вимогам для муніципальних прапорів (прапорів міст, селищ і сіл).